# Smeškovec
Smeškovec je potok, ki teče v bližini istoimenskega zaselka v bližini vasi Konjšica in se pri severovzhodno od Litije kot desni pritok izliva v reko Savo. 